# Luigi Gualtieri
Luigi Gualtieri, född 2 april 1827, död 1 december 1901, var en italiensk romanförfattare.
Gualtieri var en produktiv och populär efterföljare till Alessandro Manzoni. Bland hans främsta arbeten märks I misteri d'Italia (12 band, 1849), L'innominato (2 band, 1857), La biscia dei Visconti (1861), Dio e l'uomo (1864), L'ultimo papa (1865), Il Nazareno (1868), La figlioccia di Cavour (2 band, 1881), Pape Satan (1884), I Bevitori di sangue (1886) och La gabbia di ferro (1887).

## Fotnoter
1. 1 2 3 4 5  arkiv Storico Ricordi, Archivio Storico Ricordi person-ID: 10914, läst: 3 december 2020.[källa från Wikidata]
2. ↑  Charles Dudley Warner (red.), Library of the World's Best Literature, 1897, läs online.[källa från Wikidata]